# Prairie Farm
Prairie Farm é uma vila localizada no estado norte-americano de Wisconsin, no Condado de Barron.

## Demografia
Segundo o censo norte-americano de 2000, a sua população era de 508 habitantes.
Em 2006, foi estimada uma população de 505, um decréscimo de 3 (-0.6%).

## Geografia
De acordo com o United States Census Bureau tem uma área de
2,6 km², dos quais 2,5 km² cobertos por terra e 0,1 km² cobertos por água.

## Localidades na vizinhança
O diagrama seguinte representa as localidades num raio de 24 km ao redor de Prairie Farm.